# 집사가 생겼다
《집사가 생겼다》는 2017년 8월 7일부터 2017년 8월 28일까지 O'live에서 방영된 예능 프로그램이다.

## 출연자

### 집사장
- 김준현

### 집사
- 임원희
- 장혁진
- 신승환
- 신원호